# The Distracted Preacher
The Distracted Preacher is een kort verhaal van de Engelse schrijver Thomas Hardy, dat hij voltooide in april 1879. Hij nam het verhaal op in zijn in 1888 verschenen bundel Wessex Tales. Het is een van de zeven verhalen die werden opgenomen in de uiteindelijke versie van de bundel die werd gepubliceerd in 1912.
Het verhaal is ook opgenomen in de bundel The Distracted Preacher and Other Tales in de serie Penguin English Library. Deze bundel, onder redactie van Susan Hill, verscheen voor het eerst in 1979 en bevat naast 'The Distracted Preacher' nog twee verhalen die ook voorkomen in Wessex Tales: The Withered Arm en The Three Strangers.
'The Distracted Preacher' is een verhaal met een licht-komisch karakter, met niettemin een melancholieke ondertoon. Het speelt zich af in het begin van de jaren 30 van de 19e eeuw. De pastorale omgeving is gelegen in het fictieve graafschap Wessex waar veel van Hardy's verhalen en romans zich afspelen. Het dorp in kwestie is Nether-Moynton, gebaseerd op het werkelijke bestaande Owermoigne. Dit ligt op ongeveer 6 mijl van Casterbridge (dat staat voor Hardy's woonplaats Dorchester in het graafschap Dorset).
Van belang voor het verhaal is dat het dorp ligt in de nabijheid van de Engelse Kanaalkust.

## Het verhaal
De jonge predikant Stockdale arriveert in Nether-Moynton als tijdelijke vervanger in afwachting van de uitgestelde komst van een nieuwe dominee voor de gemeente. Hij vindt onderdak bij de jonge bekoorlijke weduwe Lizzy Newberry die een redelijk goed onderkomen heeft dat zij bewoont met haar moeder. Om de ook niet onaantrekkelijke jongeman van een stevige verkoudheid af te helpen neemt zij hem mee naar de kerk, waar onder een stapel oud meubilair een flinke voorraad drankvaatjes verstopt blijkt. Ondanks zijn bevreemding over deze zaak kan hij geen weerstand bieden aan haar schoonheid en innemendheid en wordt verliefd op haar. Aanvankelijk schoorvoetend gaat zij in op zijn avances. Langzamerhand komt hij er echter achter dat Lizzy zich bezighoudt met nachtelijke escapades, die zij probeert voor hem verborgen te houden. Als hij haar op een nacht volgt om te weten te komen wat zij eigenlijk uitvoert, wordt duidelijk dat zij deel uitmaakt van een smokkelaarsorganisatie waarbij praktisch het hele dorp betrokken is. Een van de aanvoerders van de bende is Lizzy's neef, de molenaar Jim Owlett, van wie het hele dorp min of meer verwacht dat er een nauwere relatie is tussen die twee. Het gaat om illegale uit Frankrijk afkomstige drank die in donkere nachten aan de Kanaalkust wordt afgezet of, in geval van ontdekkingsgevaar, op de zeebodem wordt gedumpt om later te worden opgevist. Deze gang van zaken gaat duidelijk in tegen de principes van de rechtlijnige predikant, die vindt dat de staat hiermee tekort wordt gedaan. Hierdoor ontstaat er enige verwijdering en onmin tussen de prille geliefden. Zij verdedigt zich echter door te beweren dat de staat en de koning hier niets mee te maken hebben en dat de drank op eerlijke wijze in Frankrijk is gekocht en betaald. Een groot deel van de mannelijke dorpsbewoners neemt deel aan de acties en is er ook, met name in de wintermaanden, financieel afhankelijk van. Geïntegreerd door de gebeurtenissen maakt Stockdale een gevaarlijke nachtelijke expeditie mee. Door een ongelukkig incident komen de fanatieke belastingambtenaren op het spoor van de smokkel en ondernemen een intensieve speurtocht die uiteindelijk leidt tot de ontdekking en inbeslagneming van de drankvoorraden. De dorpsbewoners weten echter de afvoer van de handel op handige wijze te saboteren en de inspecteurs het nakijken te geven. Als Stockdale aan Lizzy vraagt de zaak achter zich te laten en met hem te trouwen geeft zij te kennen dat zij geniet van het avontuurlijke leven van de smokkelarij, dat ook al door haar vader en grootvader werd uitgeoefend en waaraan zij haar inkomen dankt. Teleurgesteld verlaat hij zijn tijdelijke betrekking om zich elders te vestigen.

Na twee jaar keert Stockdale voor zaken terug in het dorp. Hij ontmoet Lizzy opnieuw en komt te weten dat de lucratieve dranksmokkel grotendeels ter ziele is. Jim Owlett is bij een actie ernstig gewond geraakt door een kogel, maar hersteld en naar Amerika vertrokken. Haar moeder is inmiddels overleden en het gaat haar dus niet meer voor de wind. Zij besluit alsnog met de predikant te trouwen en zij verlaten het dorp. Zij schaart zich aan de zijde van haar man en neemt zijn inzichten over, wat er zelfs toe leidt dat zij een succesvol traktaat schrijft op het Bijbelse thema 'Geef de keizer wat des keizers is'...

## Nawoord van de schrijver
In een noot bij het verschijnen van de editie van Wessex Tales in 1912 geeft Hardy aan dat het volgens hem onbevredigende en onwaarschijnlijke slot van het verhaal vooral werd ingegeven door de destijds heersende conventies voor verhalen die in de literaire tijdschriften verschenen. De volgens hem op ware gebeurtenissen gebaseerde geschiedenis zou in werkelijkheid een ander einde hebben gehad.
Lizzy trouwde niet met de predikant, maar met Jim Owlett, en vertrok met hem naar Amerika, waar zij tussen 1850 en 1860 in Wisconsin zouden zijn overleden. Hardy heeft echter niet de moeite genomen het slot van het verhaal te herschrijven, maar hield het bij deze voetnoot.